# Infografía

Infograma del mapa del metro de Washington D. C.

La infografía es tanto la técnica como la representación multimedia que comprende el diseño, composición y desarrollo de información visual compleja, con el fin de resumir o explicar de manera concisa, figurativa, simplificada aqui o didácticas informaciones, ideas o textos,visuales e incluso auditivos, dirigidos a la difusión masiva, a la comunicación, aprendizaje y procesamiento de saberes de forma ágil, a diferencia del esquema o diagrama, que pueden destinarse a público especializado. 
La presentación gráfica figurativa envuelve o glosa los textos concretos y puede o no adoptar la forma de una secuencia animada que hasta puede incluir sonido. En ella existen diversos tipos de gráficos y signos lingüísticos y paralingüísticos (pictogramas, ideogramas, logogramas y croquis) que forman descripciones, secuencias expositivas, argumentativas o narrativas e incluso interpretaciones. 
De intención ante todo didáctica, la infografía nació como un medio de transmitir información gráficamente de una forma más dinámica, viva e imaginativa que la meramente tipográfica, pues facilita la memorización rápida del tema en cuestión. A los documentos elaborados con esta técnica se los denomina infogramas o infografías. Es una representación visual de información.
Ayuda a comunicar información ,compleja y detallada de una forma que sea fácilmente dirigible ,en un formato visual.

## Características

Infograma sobre los resultados de las Elecciones españolas de 1936.

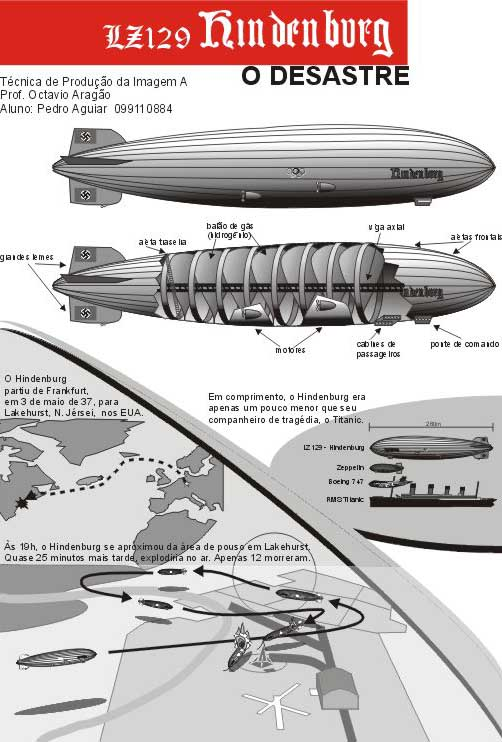
Infograma en portugués sobre el desastre del dirigible Hindenburg.

Actualmente el término se ha extendido para designar diagramas dinámicos o explícitos y animados interactivos que integran imagen generada por computadora u ordenador. Aparecen, por ejemplo, en la prensa electrónica para informar secuencial y didácticamente sobre fenómenos complejos de un modo resumido para no gastar más tiempo leyendo un texto extenso.
En el entorno bidimensional, su patrón más común y repetido consiste en situar una imagen en el contenido central y, a sus costados, frisos de información con imágenes y textos explicativos dispuestos secuencialmente; con ayuda de un programa informático, esa secuencia puede discurrir y desarrollarse en el tiempo, a manera de presentación, por etapas. Como se ha dicho, la infografía puede acompañar a textos en revistas, documentos, periódicos, folletos, portales de Internet, educación, libros, materiales didácticos, etc. El propósito es que los gráficos capten la atención de quien los visualiza por sus colores, imágenes o diseños. Como su impacto visual es muy elevado, provoca viralidad en la publicación e incrementa en forma exponencial su alcance.
La infografía persigue asemejarse a una noticia o artículo noticioso, por tanto, responde a las preguntas qué, quién, cuándo, dónde, cómo y por qué; pero, además, debe mostrar elementos visuales y dirigirse por un criterio periodístico que además de divulgar, profundiza y mejora la información de los contextos que se abordan en cada momento, teniendo en cuenta que el principal obstáculo que debe afrontar es mantenerse entendible, contrario a su potencial ininteligibilidad. Para combatirla, de acuerdo a Valero (1999), o a Nediger y Midori (2000), la infografía periodística debe cumplir estas ocho características:
- Que dé significado a una información plena e independiente.
- Que proporcione información suficientemente actualizada.
- Que permita comprender el suceso acontecido.
- Que contenga información escrita con formas tipográficas.
- Que contenga elementos icónicos precisos.
- Que pueda tener capacidad informativa suficiente y sobrada para tener entidad propia, o que realice funciones de síntesis o complemento de la información escrita.
- Que proporcione cierta sensación estética (no imprescindible).
- Que no contenga errores, contradicciones o faltas de concordancia.

Entre los criterios para evaluar la pertinencia, elaboración e impacto de una infografía, tales como que se identifique su estructura general: título, texto explicativo, gráficos, fuentes y créditos, su coherencia y pertenencia, adecuada organización de la información, que tenga elementos de diseño en su composición, e idealmente, que organice la información de forma creativa.

## Clasificación
Aunque se han propuesto diferentes tipologías para su análisis, en la academia se reconocen los siguientes tres grandes grupos de infografías:
1. Infografías estáticas. Son composiciones gráficas cuyos elementos se presentan fijos y contienen desde un principio toda la información que se desea incluir.
2. Infografías dinámicas. Son las presentadas en formato de vídeo o gif.
3. Infografías interactivas. Todas aquellas que nos permiten interactuar con el contenido que se muestra.[8]

## Infografía comparativa
Las infografías comparativas son un tipo de representación visual que se centra en comparar y contrastar diferentes elementos, como productos, servicios, opciones o características. Estas infografías están diseñadas para ayudar a los espectadores a tomar decisiones informadas al presentar la información de manera clara y concisa. Las infografías comparativas pueden ser muy efectivas para simplificar datos complejos y resaltar diferencias clave entre varios elementos.

## Infoarquitectura
La infoarquitectura o Visualización de Arquitectura (ARCHVIZ) es una forma de infografía que específicamente hace referencia a la creación virtual de entornos mediante programas informáticos y de diseño de imágenes que tratan de imitar el mundo tridimensional mediante el cálculo del comportamiento de la luz, los volúmenes, la atmósfera, las sombras, las texturas, la cámara, el movimiento, etc. Estas técnicas, basadas en complejos cálculos matemáticos, pueden tratar de conseguir imágenes reales (fotorrealismo), simular algún estilo artístico, conceptual o algún otro. En arquitectura, modelado, decoración, moda y diseño de vestuario, ingeniería mecánica y diseño de mobiliario son bastante comunes este tipo de programas de infografía, como Blender, Autodesk AutoCAD, Graphisoft ArchiCAD, Trimble SketchUp, Zbrush, entre muchos otros. 

## Herramientas
Las infografías se pueden crear a mano utilizando herramientas sencillas de uso diario, como papel cuadriculado o milimétrico, lápices, marcadores y reglas. Sin embargo, hoy en día se crean más a menudo mediante software informático, que suele ser más rápido y sencillo. Se pueden crear con aplicaciones de edición de imágenes.
Los gráficos se pueden crear y dibujar manualmente o mediante aplicaciones específicas para equipos de escritorio, dispositivos móviles o utilizarse en línea. Se pueden utilizar plantillas para que los usuarios comiencen con sus diagramas. Además, las aplicaciones en línea generalmente permiten a los usuarios colaborar en diagramas en tiempo real a través de Internet.
También existen numerosas herramientas para crear tipos de visualizaciones muy específicos, como visualizaciones basada en datos incrustados en las fotos del teléfono inteligente de un usuario. Por ejemplo, los usuarios pueden crear una infografía de su currículum o una "imagen de su vida digital".

## Infografía en salud
Se trata de un campo de convergencia entre el campo de la Medicina y la Comunicación denominado Comunicación en salud. 
Las infografías en el campo de la salud están cobrando auge debido a que permiten la construcción de una narrativa visual sobre protocolos en procedimientos médicos y tratamientos en enfermedades menos conocidas. 
El procedimiento es la combinación de imágenes y textos para la explicación didáctica tanto de procedimientos recurrentes   como complejos. Por ello, también resulta efectivo para el aprendizaje en salud gracias a la propia labor de diseño de la infografía.
Para la edición de infografía en salud se emplea una combinación de herramientas de edición como Illustrator, GIMP o Photoshop junto con repositorios de imágenes para la recuperación de iconos y símbolos.